# マヌエル・メフト・ゴンサレス
マヌエル・エンリケ・メフート・ゴンサーレス（Manuel Enrique Mejuto González、1965年4月16日 - ）は、スペイン・アストゥリアス州ラングレーオ出身の元サッカー審判員である。経理の仕事に就いている。

## 経歴
10代でサッカー審判員の世界に入り、1987年から1990年までテルセーラ・ディビシオン（4部相当）の、1990年から1994年までセグンダ・ディビシオンB（3部相当）の、1994年から1995年までセグンダ・ディビシオン（2部）の、1995年から2010年までプリメーラ・ディビシオン（1部）の審判を務めた。1999年から2010年まで国際審判員として活動した。
2000年にはドイツで開催されたUEFA U-18欧州選手権で初めて欧州サッカー連盟(UEFA)の主要大会を経験し、2001年にはアルゼンチンで開催されたFIFAワールドユース選手権にも参加。決勝のアルゼンチン対ガーナ戦で笛を吹いている。同年にはエクアドルで開催された南米ユース選手権にも参加した。2004年のUEFA EURO 2004では2試合で笛を吹いた。UEFAカップでは今までに3試合で主審を務めた。UEFAチャンピオンズリーグでは、2004-05シーズンの決勝（リヴァプールFC対ACミラン）を含む37試合で主審を務めた。
2007年11月17日にはUEFA EURO 2008予選のスコットランド対イタリア戦で主審を務めたが、試合後にはスコットランドのメディアから猛烈な批判を受けた。スコットランドが本大会に出場するにはこの試合の勝利が必須だった。アラン・ハットン（スコットランド）がイタリアの選手と競り合い、選手はそれぞれ転倒した。副審が至近距離で見ていたが、メフトはイタリアにフリーキックを与え、このフリーキックから得点したイタリアが勝利していた。スコットランドのアレックス・マクリーシュ監督はファールの判定を「信じられない」と述べた。UEFA EURO 2008本大会では、オーストリア対ドイツの試合で主審を務めたが、ドイツのヨアヒム・レーヴ監督・オーストリアのヨーゼフ・ヒッケルスベルガー監督それぞれに退場処分を与えた。
2009年8月26日、メフトは再び疑わしい判定をして論争に巻き込まれた。エミレーツ・スタジアムで行われたUEFAチャンピオンズリーグのアーセナルFC対セルティックFCの試合で、キーパーのアルトゥール・ボルツ（セルティック）がファールを犯したとしてアーセナルにPKを与えたが、リプレイ映像ではアーセナルの選手がダイブ（シミュレーション）の反則を犯したことが明らかであり、ボルツは潔白だった。セルティックは勝利を逃し、EURO 2008予選の時と同じようにスコットランド人サッカーファンに中傷された。同年10月10日に行われた2010 FIFAワールドカップ・ヨーロッパ予選のスウェーデン対デンマーク戦では、スウェーデンがゴールネットを揺らしたプレーを2度も得点と認めず、ズラタン・イブラヒモビッチ（スウェーデン）に批判された。2度目の判定はメフトと副審のどちらもプレーを見ていなかった。この試合の結果、スウェーデンは本大会出場を逃している。2009-10シーズンのUEFAチャンピオンズリーグ、インテル対チェルシーFC戦ファーストレグでは、ワルテル・サムエル（インテル）のサロモン・カルー（チェルシー）に対するプレーでチェルシーにPKを与えなかったことで批判された。この試合はインテルが2-1で勝利した。

## タイトル
- グルセタ・トロフィー （マルカ紙選出最優秀審判賞）: 2001–02, 2002–03, 2003–04
- シルバト・デ・オロ : 1993–94 (セグンダB), 2003–04 (プリメーラ)
- ドン・バロン・アワード 最優秀審判賞 : 1996–97, 1998–99, 2002–03, 2005–06, 2007–08